# Текеев, Ислам Борисович
Ислам Борисович Текеев (карач.-балк. Текеланы Барисны джашы Ислам; род. 2 февраля 1996, Черкесск, Россия) — российский боксер, по национальности карачаевец. Мастер спорта России международного класса, член сборной России по боксу, двукратный бронзовый призёр Чемпионата России (2015, 2016) в любителях.

## Любительская карьера
В ноябре 2015 году, в Самаре завоевал бронзу на чемпионате России в весе до 91 кг.
И в ноябре 2016 году, в Оренбурге завоевал бронзу на чемпионате России в весе до 91 кг.
В октябре 2017 года, в городе Грозный участвовал в чемпионате России в весе до 91 кг, где в первом раунде соревнований по очкам (3-2) победил Святослава Тетерина, но в 1/8 финала единогласным решением судей (0-5) уступил Василию Зверяну — который в итоге завоевал бронзу чемпионата.
В октябре 2018 года, в Якутске участвовал в чемпионате России в весе до 91 кг, но в первом раунде соревнований единогласным решением судей (0-5) уступил Владиславу Ревуцкому — который в четвертьфинале уступил чемпиону России Муслиму Гаджимагомедову.

## Спортивные результаты
Победитель и призёр множества всероссийских и международных турниров, в том числе:
- Чемпионат России по боксу 2015 года — ;
- Чемпионат России по боксу 2016 года — ;
- Международный турнир памяти Героя Советского Союза Константина Короткова, 2017 — ;
- Международный турнир по боксу на Кубок «Велеса», 2012[4] — ;
- V Всероссийская летняя Универсиада, 2016 — ;
- IV летняя Спартакиада молодежи России, 2018 — [5];
- Первенство России среди юниоров 17-18 лет, 2014 — [6].